# جي. إدوارد برادلي
جي. إدوارد برادلي (بالإنجليزية: G. Edward Bradley)‏ هو سياسي أمريكي، ولد في 21 أكتوبر 1906 في سومرفيل في الولايات المتحدة، وتوفي في 24 سبتمبر 1993 في الولايات المتحدة. حزبياً، نشط في الحزب الديمقراطي. وقد انتخب عضو مجلس نواب ماساتشوستس.